# Izvoru Mureșului, Harghita
Izvoru Mureșului (în maghiară Marosfő) este un sat în comuna Voșlăbeni din județul Harghita, Transilvania, România. Se află în partea centrală a județului, la poalele sudice ale munților Giurgeului, la o distanță de la 35 km nord de Miercurea Ciuc. Stațiune climaterică la altitudinea de 880 m.